# Municipio de Honey Creek (condado de Crawford)
El municipio de Honey Creek (en inglés: Honey Creek Township) es un municipio ubicado en el condado de Crawford en el estado estadounidense de Illinois. En el año 2010 tenía una población de 1563 habitantes y una densidad poblacional de 12,49 personas por km².

## Geografía
El municipio de Honey Creek se encuentra ubicado en las coordenadas 38°54′9″N 87°43′57″O / 38.90250, -87.73250. Según la Oficina del Censo de los Estados Unidos, el municipio tiene una superficie total de 125.14 km², de la cual 125,13 km² corresponden a tierra firme y (0 %) 0 km² es agua.

## Demografía
Según el censo de 2010, había 1563 personas residiendo en el municipio de Honey Creek. La densidad de población era de 12,49 hab./km². De los 1563 habitantes, el municipio de Honey Creek estaba compuesto por el 97,89 % blancos, el 0,58 % eran afroamericanos, el 0,51 % eran amerindios, el 0,13 % eran asiáticos, el 0,38 % eran isleños del Pacífico y el 0,51 % eran de una mezcla de razas. Del total de la población el 0,51 % eran hispanos o latinos de cualquier raza.